# 格沃茲季奧韋
49°53′29″N 35°21′55″E / 49.89139°N 35.36528°E
赫沃茲德奧韋（烏克蘭語：Гвоздьове）是位於烏克蘭東部的村莊，由哈爾科夫州博霍杜希夫區的瓦爾基市鎮負責管轄。該村始建於1820年，面積3.96平方公里，2001年人口21，人口密度每平方公里5.30人。